# Xysticus ferrugineus
Xysticus ferrugineus är en spindelart som beskrevs av Menge 1876. Xysticus ferrugineus ingår i släktet Xysticus och familjen krabbspindlar. Inga underarter finns listade i Catalogue of Life.